# Baltasar de Quiñones

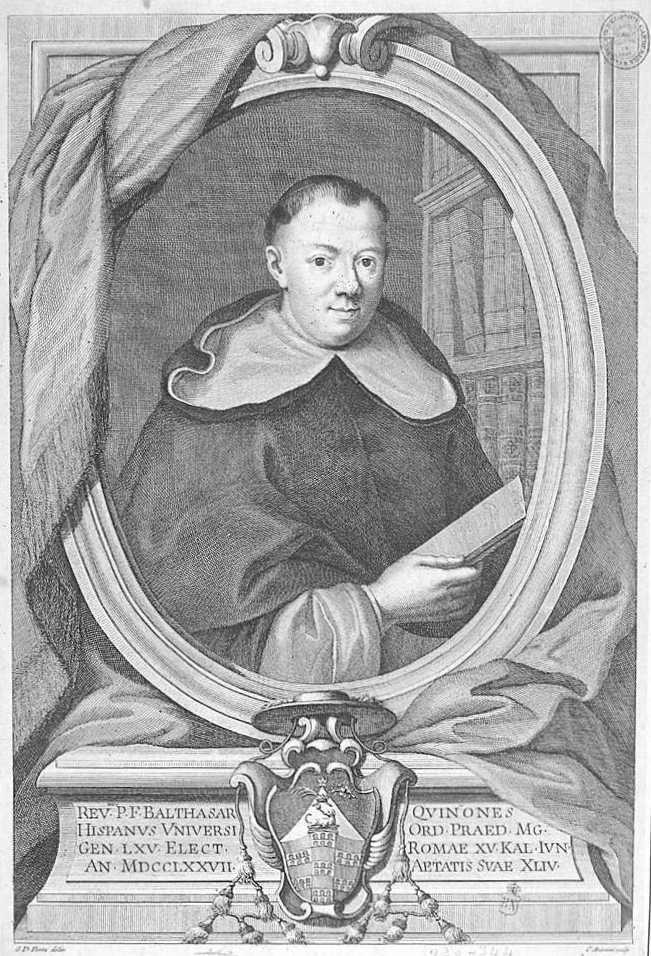
Baltasar de Quiñones. Grabado de Carlo Antonini por dibujo de Giovanni Domenico Porta. Inscripción: «Revmus. P. F. Balthasar Quiñones Hispanus Universi Ord. Praed. Mg. Gen. LXV Elect. Romae XV Kal. Jun. An. MDCCLXXVII Aetatis suae XLIV». Biblioteca Nacional de España.

Baltasar de Quiñones (Noblejas, 11 de enero de 1733-Scandicci, 20 de junio de 1798) fue un sacerdote dominico español, Maestro General de la Orden de Predicadores desde el 17 de mayo de 1777 hasta su muerte.

## Biografía
Nacido en Noblejas, provincia de Toledo, tomó el hábito y cursó el noviciado en Toledo, en el estudio general dominicano del convento de San Pedro Mártir. Dotado para la predicación, fue hecho predicador de Carlos III. En el convento de Santo Tomás de Madrid lo conoció con ocasión de una visita canónica el maestro general, Juan Tomás de Boxadors, que de regreso a Roma en 1773 lo llevó con él como socio para las provincias de lengua española con el título de provincial in partibus Tierra Santa. En el capítulo general celebrado en Roma bajo la presidencia del papa Pío VI en 1777, al cesar Boxadors como maestro general por haber sido hecho cardenal, Quiñones fue elegido por unanimidad para sucederle con el beneplácito papal. Durante su generalato estalló la Revolución francesa que, entre otros aspectos, iba a significar la disolución de la Orden de Predicadores en Francia, donde tenía 162 casas y 1173 religiosos. Algunos buscaron el exilio en tanto el padre Quiñones guardaba un total mutismo que ha intrigado a los historiadores, que lo han atribuido a exceso de prudencia o a indolencia. En carta fechada el 20 de enero de 1793 el último vicario general de la Congregación Dominicana de Alsacia se quejaba de desamparo: 

Ninguna corporación religiosa ha estado tan desamparada como lo hemos estado nosotros; todas conservaron su régimen hasta la última extinción y, aun hoy, dispersados y desterrados, se hallan dirigidas por sus legítimos superiores. Nosotros vagabundeamos por el extranjero, como hijos sin padre y una parte en la miseria [...] Hasta las religiosas, las pobrecillas, que por su valor y firmeza han hecho sonrojarse a muchos conventos de varones, se dirigen a mí para saber cómo deben conducirse respecto de sus obligaciones, carentes de directores.

En marzo de 1798, tras la ocupación de Roma y el cautiverio de Pío VI por las tropas napoleónicas, abandonó la ciudad, dejando como vicario general de la ciudad al procurador general de la Orden, el padre Pio Giuseppe Gaddi, que lo había de suceder como maestro general. Previamente había obtenido licencia del papa —cuya confianza había perdido, por lo que se encontraba desterrado en el convento de La Quercia en Viterbo—  para renunciar al generalato sin tener que presentar la renuncia y hacerla efectiva ante el capítulo general de la Orden. Su intención, al partir de Roma, era retornar a su convento de San Pedro Mártir en Toledo, pues hizo gestiones, a la larga frustradas, para trasladar a él su rica biblioteca, pero de camino a Génova, en el convento de San Marcos de Florencia, enfermó, falleciendo el 20 de junio de 1798 en la finca de reposo que el convento poseía en Scandicci, en las proximidades de Florencia.
En sus veintiún años de gobierno no se celebró ningún capítulo general, aunque las normas de la Orden fijaban que este debía celebrarse cada tres años, ni se publicaron las actas del capítulo en el que él mismo había sido elegido, pieza clave para determinar el lugar donde había de celebrarse el próximo capítulo, lo que complicó su sucesión dado que el provincial de España, padre José Muñoz, reclamó frente a Gaddi el que creía su mayor derecho, provocando la división en la Orden. Fue, además, el último maestro general vitalicio, pues por la bula Inter graviores de 1804 quedó limitado su mandato a seis años cuando desde los tiempos de la fundación los maestros eran elegidos de por vida y solo cesaban si eran promovidos al episcopado o destituidos por el papa.